# Basudebpur
Basudebpur is een stad en “notified area” in het district Bhadrak van de Indiase staat Odisha. 

## Demografie
Volgens de Indiase volkstelling van 2001 wonen er 29.998 mensen in Basudebpur, waarvan 52% mannelijk en 48% vrouwelijk is. De plaats heeft een alfabetiseringsgraad van 60%. 